# Foča
Foča är en stad i Bosnien och Hercegovina. Staden är belägen vid floden Drina.

## Historia
Staden var känd som Hvoča under medeltiden. Det var då ett handelscentrum mellan Republiken Dubrovnik (numera staden Dubrovnik i Kroatien) och Konstantinopel (nuvarande Istanbul, Turkiet).
Som hämnd på ett flertal massakrer som nazisttrogna styrkor utförde på civila runt om i Bosnien under andra världskriget utförde četnici en mängd grymheter i staden. Četnikerna våldtog muslimska kvinnor och skar av halsen på mer än 2 000 män. Ledaren för četnikerna var Zaharija Ostojic. Totalt dödades cirka 8 000 personer.
Kommunen är också platsen där det legendariska slaget vid Sutjeska mellan Titos jugoslaviska partisaner och den tyska armén ägde rum. Ett monument över slaget finns i byn Tjentište.

### Bosnienkriget
Huvudartikel: Massakrerna i Foča
År 1992 kom staden under den bosnienserbiska militärens kontroll. Alla bosniaker fördrevs från området eller dödades. 2 704 personer från Foča saknas eller dödades under kriget, majoriteten var bosniaker. Foča var platsen för ett flertal våldtäktsläger bildat av de bosnienserbiska myndigheterna, där bosnienmuslimska kvinnor våldtogs.
Några år senare, vid ICTY-mötet, bekräftade de tidigare bosnienserbiska ledarna och Republika Srpskas president Biljana Plavšić våldtäkterna under Bosnienkriget.
Den 22 april 1992 sprängde den bosnienserbiska armén Aladžamoskén. Därutöver skadades eller förstördes ytterligare åtta moskéer.
År 1995, efter Daytonavtalet, gick en av Fočas kommuner till Federationen Bosnien och Hercegovina, medan större delen gick till Republika Srpska. Staden ändrade även namn till Srbinje (serbisk kyrilliska: Србиње), som bokstavligen betyder "platsen där serber bor". År 2004 förklarade författningsdomstolen i Bosnien och Hercegovina att namnbytet strider mot grundlagen och namnet ändrades tillbaka till Foča.